# A hármak jele
A hármak jele (eredeti címén The Sign of Three) a Sherlock című televíziós sorozat nyolcadik epizódja, a harmadik évad második epizódja. 
Ebben az epizódban kerül sor John és Mary esküvőjére, amelyen Sherlocknak kell beszédet mondania. Miközben felidéz néhány korábbi esetet, hirtelen rájön, hogy a résztvevők közt is egy gyilkos van. A történet nagy vonalakban megegyezik Sir Arthur Conan Doyle "A négyek jele" című novellájáéval.
2014. január 5-én mutattak be a BBC-n. 

## Cselekmény
Lestrade nyomozó és Donovan őrmester épp azon vannak, hogy annyi hosszú év után végre valami disznóságon kapják a Waters-családot, hogy elítélhesse őket a bíróság. Ám a döntő pillanatban Lestrade egy SMS-t kap Sherlocktól, azzal a szöveggel, hogy azonnali segítségre van szüksége a Baker Street-en. A legrosszabbra gondolva odarohan és rendőri erősítést is kér, ám megdöbbenésére Sherlock mindössze annyit kér tőle, hogy segítsen az esküvői beszéde megírásában – ugyanis John felkérte a tanújának.
Az esküvő reggelén Mrs. Hudson megjegyzi, hogy a házasság minden embert megváltoztat. A lagziban John kitörő örömmel fogadja egykori felettesét, James Sholto őrnagyot, aki teljes elszigeteltségben, visszavonultan él, amióta elvesztett egy teljes osztagot, amely csak újoncokból állt, Afganisztánban. Sherlocknak ez gyanús lesz, ugyanis a férfiról John előtte sosem beszélt, ezért felhívja Mycroftot. Vele azonban csak vitába keveredik, miután a bátyja is megerősíti abban, hogy a házasság mindenkit megváltoztat.
Amikor a beszédre kerül a sor, eleinte nagyon nehezen lendül bele, de feloldódik, miután felolvassa az esküvői táviratokat. Előbb megható módon beszél Johnhoz fűződő barátságáról, majd úgy dönt, megoszt a hallgatósággal pár vicces esetet, amin együtt dolgoztak. Az első ügy egy Bainbridge nevű őré, aki a királyi őrségnél szolgál, és úgy érzi, valaki egyfolytában megfigyeli őt. Sherlock és Watson felkeresik őt, ám mire odaérnek, a férfit valaki leszúrta – és ami még különösebb, a zuhanyzóban, ami belülről zárva volt. Ráadásul se a fegyver nincs meg, se nyomok, melyek a tettes menekülésére utaltak volna. Lestrade kérdésére Sherlock bevallja, hogy ezt az ügyet sosem sikerült megoldania, de ez egy jó példa kettejük különbségére: amíg ő a bűnügyet akarta megoldani, addig John az áldozat életét mentette meg hősiességével.
Ezután egy újabb esetről kezd el mesélni. John legénybúcsújának alkalmával alaposan leittasodnak, és még tökrészeg állapotban vállalnak egy új ügyfelet. Tessa, a nővér, úgy érzi, mintha egy szellemférfival randizott volna, ugyanis akivel együtt vacsorázott, arról megtudta, hogy már hetekkel korábban elhunyt. Sherlock és John a helyszínre mennek, de botrányos viselkedésük miatt értük jönnek a rendőrök, és a fogdán éjszakáznak. Végül Lestrade simítja el az ügyüket. Másnap Sherlock olyan nőket keres, akiket hasonló módon vertek át, de nem sikerül kapcsolatot találni az esetek között. Végül John segítségével jön rá, hogy az elkövető egy házas férfi, aki ráunt a házaséletre, és magát nemrég elhunyt embereknek kiadva randizik nőkkel az elhunytak lakásán.
Mielőtt sor kerülne a tósztra, Sherlock hirtelen megdöbben, és kiejti a kezéből a pezsgőspoharat. Ugyanis ekkor emlékszik vissza újra az esetekre, és feltűnik neki egy közös jellemző: Tessa ismerte John középső nevét (Hamish), pedig ő ezt soha nem használja, mert nem szereti. A nő csak onnan tudhatta ezt a nevet, hogy látta az esküvői meghívót. Végül kikövetkezteti, hogy mindegyiküknek köze volt valamilyen szinten Sholtóhoz: az illető azért akart a bizalmukba férkőzni, hogy eljusson az őrnagyhoz, és erre a legalkalmasabb pillanatot akkor találta meg, amikor az úriember kimozdult otthonról: az esküvőt. Sherlock átad erről egy cetlit Sholtónak, aki felrohan a szobájába, és magára zárja az ajtót, majd pisztollyal fenyegetőzik. Sherlock, Mary és John könyörgésére csak akkor hajlandó kijönni, ha az esete megoldásra kerül. Sherlocknak bevillan, hogy az ügy szoros kapcsolatban van az őr megoldatlan esetével: mindkettejükön egyenruha volt ugyanis. A tettes mindkettejüket leszúrta már korábban, de az egyenruhához tartozó öv annyira szoros, hogy nem engedi, hogy elvérezzenek – arra csak akkor kerül sor, amikor leveszik az egyenruhát. Sholto, ezt hallván, úgy dönt, hogy akkor hagyja magát itt és most elvérezni, de Sherlock meggyőzi, hogy kegyetlenség lenne ezt tenni pont John esküvőjén. Sholto ennek hatására engedi, hogy John ellássa a sebeit.
Aznap este a tettes kilétére is fény derül: Lestrade letartóztatja az esküvői fotóst, Jonathan Smallt. A tettére az volt az indíték, hogy a testvére az egyike volt azoknak, akik odavesztek Afganisztánban, és ezért bosszút esküdött. Bainbridge-et csak azért kellett leszúrnia, hogy elpróbálja a tettét. Ezután John és Mary tánca alatt Sherlock hegedül, és véletlenül elszólja magát, hogy megállapította: Mary terhes. Megnyugtatja őket, hogy nagyszerű szülők lesznek, hiszen eddig vele is elbírtak. Bár a nap vidáman zárul, Sherlock egyedül hagyja el a mulatság kellős közepén a lagzit, mert rájön, hogy tényleg nem lesz semmi olyan, mint régen.

## Érdekességek
- Az epizódban felbukkan Irene Adler karaktere is, méghozzá Sherlock elmepalotájában, gondolkodása közben.
- A "hármak jele", mely az epizód címe is egyben, nemcsak "A négyek jele" novellára utalás, hanem ahogy Sherlock is elmondja az epizód végén, John, Mary, és a közös gyermekük is éppen három fő.
- A lagzi eseményeinek leforgatására a bristoli Goldney Hall-ban került sor.[2]